# Gérard Collomb
Gérard Collomb (Chalon-sur-Saône, 20 juni 1947 – Saint-Genis-Laval, 25 november 2023) was een Frans politicus. Tussen 5 november 2018 en 4 juli 2020 was hij burgemeester van Lyon, een functie die hij eerder ook bezat van 25 maart 2001 tot 17 juli 2017. Ook was hij minister van staat en minister van Binnenlandse Zaken van 17 mei 2017 tot 3 oktober 2018 in de regering-Philippe I en II. Collomb was lid van La République en marche ! (LREM).

## Levensloop
Collomb was medeoprichter van de in 1969 opgerichte Parti socialiste (PS). Hij was lid van de Grand Orient de France. In 2001 werd hij burgemeester van de stad Lyon. In 2008 en 2014 werd hij herkozen. Gedurende zijn burgemeesterschap vond er grootschalige stadsvernieuwing plaats en voerde hij fietsverhuur Vélo'v in.
Voor die tijd was hij in diverse andere politieke functies werkzaam, zoals tussen 1981 en 1988 volksvertegenwoordiger en sinds 2001 was hij senator.
Hij was een van de eersten onder de politieke mandatarissen om de Parti socialiste te verlaten en zich aan te sluiten bij de politieke beweging En Marche!, in april 2016 opgericht door de latere president Emmanuel Macron.

### Minister
Op 17 mei 2017 werd Collomb benoemd tot minister van Staat, minister van Binnenlandse Zaken en vice-premier in de regering-Philippe I en de regering-Philippe II. Op 3 oktober 2018 trad hij af als minister vanwege onvrede over de koers van de regering en de president. Eerder had hij al aangegeven voortijdig te zullen opstappen om zich verkiesbaar te stellen voor de burgemeestersverkiezing in Lyon van 2020.
Collomb overleed op 25 november 2023 aan de gevolgen van maagkanker. Hij werd 76 jaar oud.